# Ustanak
Ustanak je naziv za oružanu pobunu protiv državne vlasti. Njeni sudionici su kao ustanici podanici te vlasti i nastoje je zamijeniti vlastitom i/ili nečijom drugom. Motivi, ciljevi kao i metode vođenja ustanka variraju ovisno o okolnostima - od onih u kojima se nastoje u potpunosti ukloniti nečija vlast ili režim ili odredeno područje izdvojiti (odcijepiti) iz države do onih u kojima ustanici ne dovode u pitanje okvirni politički poredak, nego nasiljem nastoje poboljšati svoj materijalni položaj ili izboriti određena prava (kao primjerice vjeroispovijed).
Pod ustancima se obično podrazumijevaju pobune osoba ili društvenih skupina koje se nalaze u podređenom položaju u odnosu na drugu skupinu. Kao primjer se navode ustanci robova u Rimu ili seljačke bune  u Kini i srednjovjekovnoj Europi. To se također odnosi i na određene nacije ili etničke skupine koje se oružjem nastoje osloboditi strane vlasti - kao primjer se navode Šleski ustanci 1919. – 1921.
Ustanci mogu predstavljati dio šire cjeline, odnosno oružanog sukoba u kome sudjeluju suverene države; jedna od njih pri tome može potpomagati ustanike na teritoriji neprijatelja kako bi ga oslabila. Drugi svjetski rat, u kojem su Saveznici pomagali razne ustanke protiv osovinskih vlasti za to pruža niz primjera.
Posebna vrsta ustanka je ona u kojem aktivno sudjeluju institucije same državne vlasti, a koja za cilj ima njenu promjenu; za takve se situacije rabi izraz državni udar. Ako ustanak preraste u dugotrajan sukob između relativno izjednačenih protivnika, onda se za njega rabi izraz građanski rat. Za ustanak koji za svoj krajnji motiv ima postizanje dalekosežnih ili dramatičnih promjena društveno-političkog uređenja rabi se izraz revolucija.
Do danas ustanak i status ustanika nisu regulirani međunarodnim konvencijama, makar se postupno širi primjena pravila rata primjenjivih u međunarodnim sukobima također i na ustanke.